# ラジニカーント
ラジニカーント（Rajinikanth、1950年12月12日 - ）は、インドのタミル語映画で活動する俳優、映画プロデューサー、脚本家。俳優としてダーダーサーヘブ・パールケー賞、タミル・ナードゥ州映画賞 主演男優賞、フィルムフェア賞 タミル語映画部門主演男優賞を含む多くの映画賞を受賞しており、インド政府からはパドマ・ブーシャン勲章、パドマ・ヴィブーシャン勲章を授与されている。タミル語映画におけるラジニカーントの人気は絶大であり、1995年に出演した『バーシャ! 踊る夕陽のビッグボス』の記録的ヒット以降、彼はタミル・ナードゥ州で「神のような」地位を確立した。

## 生い立ち

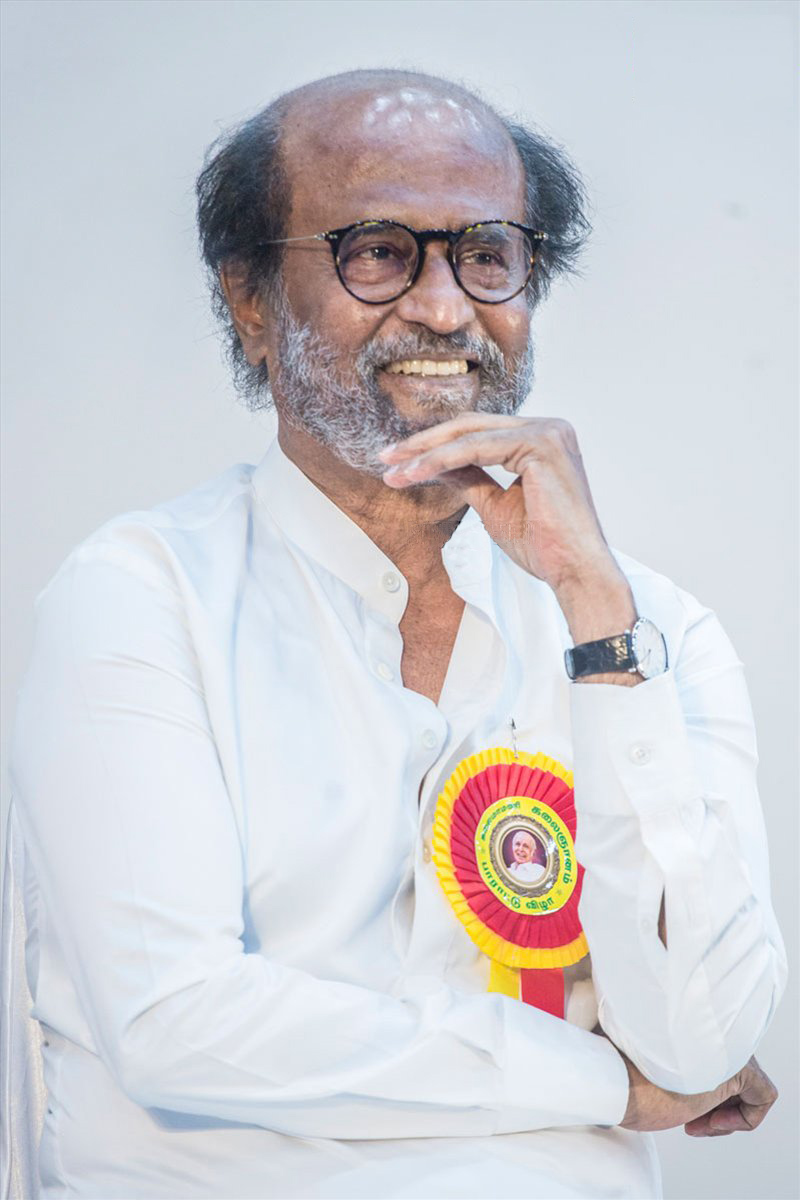
ラジニカーント

1950年12月12日、ラジニカーントはバンガロールのマラーター家庭に生まれた。彼はマラーター王国の君主シヴァージーにちなんで「シヴァージー・ラーオ・ガエクワード (Shivaji Rao Gaekwad)」と名付けられ、家庭内ではマラーティー語、家庭外ではカンナダ語話者として成長した。母は主婦、父ラーモージ・ラーオ・ガエクワードは警察官（巡査）だった。祖先はマハーラーシュトラ州プネーのマヴァディ・カデパタル出身である。ラジニカーントは4人兄弟の末子で、兄が2人（サティヤナーラーヤナ・ラーオ、ナーゲーシュワラ・ラーオ）、姉が1人（アシュワート・バールバーイー）いる。1956年に父が警察を退職し、ガエクワード家はバンガロールのハヌマーンダ・ナガルに転居した。ラジニカーントは9歳の時に母と死別しており、成長後は家族を養うために苦力として働いた。
ラジニカーントはバンガロールのガヴィプラーム公立カンナダ・モデル・プライマリースクールで教育を受けた。子供時代の彼はクリケット、フットボール、バスケットボールに興味を持つ「勉強好きでヤンチャな子供」だった。同時期に兄に勧められラーマクリシュナ・ミッションの関連組織であるラーマクリシュナ僧院に通うことになった。僧院ではヴェーダや伝統、歴史を学び、彼はそこでスピリチュアリティを身に付けた。スピリチュアリティの訓練を受けると同時に、ラジニカーントは僧院の舞台演劇に参加するようになった。彼の演技への情熱は僧院での舞台演劇を通して高まり、『マハーバーラタ』でエカラヴィヤの友人役を演じた際にはカンナダ詩人D・R・ベンドレから演技を絶賛された。プライマリースクール卒業後はアーチャーリヤ・パダサラ公立学校に進学し、在学中は演劇を中心に活動していた。
公立学校卒業後は大工などの仕事を転々とした後、バンガロール大都市圏交通公社に就職してバスの車掌となった。カンナダ語劇作家トピ・ムニアッパは執筆した神話演劇のキャストにラジニカーントを勧誘し、それをきっかけにラジニカーントは演劇活動を続けることになった。後にMGR公立映画テレビ訓練研究所の演技コースに入学して演技を学んでいる。ラジニカーントの家族は入学を全面的に支持していなかったが、彼の友人・同僚であるラージ・バハドゥールは演技を学ぶことを勧め、彼を資金面で援助した。彼は在学中にタミル語映画の監督K・バーラチャンダルに才能を認められ、バーラチャンダルはラジニカーントに対してタミル語を学ぶように助言している。

## キャリア

### 1975年 - 1977年
1975年にK・バーラチャンダルの『世にも奇妙なラーガ』で俳優デビューした。ラジニカーントは同作でシュリーヴィディヤー演じるバイラヴィの暴力的な夫パンディヤン役を演じた。この映画は年齢差の大きい夫婦を題材としたため、公開後には物議を醸すことが想定されていた。しかし、公開後は批評家から絶賛され、第23回国家映画賞でタミル語長編映画賞を含む3つの賞を受賞した。ザ・ヒンドゥーはラジニカーントについて、「新人ラジニカーントは凛々しく、そして印象的です」と批評している。
1976年にはプッタンナ・カナガールの『Katha Sangama』に出演した。ラジニカーントは映画のラストシークエンスに登場し、夫の不在時に盲目の妻を強姦する村の悪党役を演じている。同年2月にK・バーラチャンダルはテルグ語映画『Anthuleni Katha』でラジニカーントを主要キャストに起用した。タミル語映画で初めて主要キャストに起用されたのは、同年10月の『Moondru Mudichu』だった。同作での「投げたタバコを口でキャッチする」パフォーマンスは観客の間で人気を博した。同年12月には『Baalu Jenu』でヒロインを悩ます悪党ヴァース役を演じ、K・バーラチャンダルの『Avargal』やバーラティラージャの『16 Vayathinile』でも同様の役柄を演じている。1977年にテルグ語映画『Chilakamma Cheppindi』で初めて主演を務め、同年9月にはS・P・ムトゥラーマンの『Bhuvana Oru Kelvi Kuri』で主要キャストを務めた。同作の成功により、ラジニカーントは1990年代までに24本のムトゥラーマン監督作品に出演している。この時期に出演した映画では、ラジニカーントは主に助演、悪役を演じた。『Gaayathri』ではポルノ写真家役、『Galate Samsara』ではキャバレーダンサーと関係を持つ既婚男性役を演じている。彼は1977年に合計15本の映画に出演した。

### 1978年 - 1980年

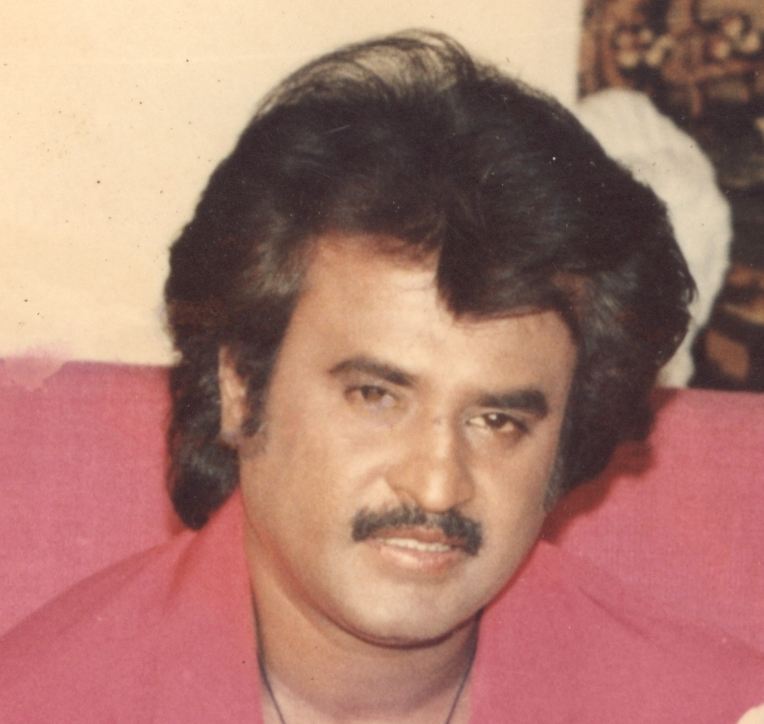
『Raja Chinna Roja』撮影時のラジニカーント

1978年には合計20本のタミル語映画、テルグ語映画、カンナダ語映画に出演した。1978年2月に出演した『Shankar Salim Simon』ではヴィジャヤクマール、ジャイ・ガネーシュと共に主要キャストを務めた。同年3月には『Kiladi Kittu』でヴィシュヌヴァルダンと共演し、『Annadammula Savaal』では2度目の主演を務め、クリシュナと共演している。1978年に『Aayiram Jenmangal』では主要キャストを務め、『Maathu Tappada Maga』では悪役を演じた。同年6月にM・バースカルの『Bairavi』で初めて単独の主人公を務め、同作に出演以後ラジニカーントは「スーパースター (Superstar)」と呼ばれるようになった。また、配給者のカライプリ・S・タヌーは宣伝のために高さ11メートルのラジニカーントの看板を作成している。同月にはC・V・スリンダールの『Ilamai Oonjal Aadukirathu』にも出演し、カマル・ハーサン演じる主人公への友情のために犠牲となる親友役を演じた。同作が興行的な成功を収めたため、C・V・スリンダールは同作をリメイクしたテルグ語映画『Vayasu Pilichindi』を製作し、ラジニカーントは引き続き同じ役を演じている。同年7月に出演した『Vanakkatukuriya Kathaliye』では初めてラジニカーントの出演を知らせる紹介曲が作られ、これ以降の出演作にも同様の紹介曲が挿入されるようになった。同年8月に出演した『Mullum Malarum』では高い評価を受けた。同作はJ・マヘンドランであり、同名小説を脚色した映画である。同作はタミル・ナードゥ州映画賞 作品賞とフィルムフェア賞 タミル語映画部門作品賞を受賞し、ラジニカーントもタミル・ナードゥ州映画賞 特別賞を受賞している。1979年4月に『千夜一夜物語』を題材にしたI・V・サシの『Allauddinum Albhutha Vilakkum』に出演し、マラヤーラム語映画デビューした。同年6月には『Dharma Yuddham』に出演し、両親の死を復讐しようとする精神障害者を演じた。同年9月に『Tiger』でN・T・ラーマ・ラオと共演している。ラジニカーントは4年間で4言語の映画に50本出演し、この時期の代表作には『Ninaithale Inikkum』『Priya』『Annai Oru Aalayam』などがある。この中で『Priya』はラジニカーントがインド国外（東南アジア）で撮影した最初の映画だった。
ラジニカーントは「ヒンディー語映画のスター俳優アミターブ・バッチャンからインスピレーションを得ている」と語っており、次第にアミターブ・バッチャン主演作をリメイクしたタミル語映画に出演し始めた。これに該当する映画には『Shankar Salim Simon』（『Amar Akbar Anthony』のリメイク）、『Naan Vazhavaippen』（『Majboor』のリメイク）が挙げられ、これらのリメイク映画でラジニカーントはバッチャンに相当する役柄を演じるようになった。ラジニカーントは11本のリメイク映画に出演し、『Amar Akbar Anthony』をリメイクしたテルグ語映画『Ram Robert Rahim』ではシュリデヴィと共演している。この中で最も大きな成功を収めたのは、サリーム＝ジャーヴェードが手掛けた『Billa』『Thee』『Mr. Bharath』だった。この時期にラジニカーントは急上昇した人気とそれに伴う環境の変化に対して大きなストレスを抱えて俳優業を引退しようと考えていたが、K・バーラチャンダルを始めとする複数の人々に説得されて引退を思い留まった。彼は『Johnny』で一人二役を演じ、『Murattu Kaalai』では興行的な成功を収めた。バッチャン主演作『ドン』のリメイク映画『Billa』の成功はラジニカーントのキャリアにとって大きな転機となり、彼がヒーロー路線に進んだことを「終わった俳優」として批判する声を一蹴した。また、同作はラジニカーントをカマル・ハーサンの存在を追い抜き、南インド映画のスター俳優の地位に押し上げた。

### 1981年 - 1989年
1981年に『Garjanai』に出演し、同年8月にはK・バーラチャンダルの初プロデュース作品『Netrikkan』で主演（一人二役）を務めた。また、K・バーラチャンダルの『Thillu Mullu』で初めて長編コメディ映画に出演した。同作でラジニカーントはK・バーラチャンダルの助言を受け入れ、従来の商業映画的ヒーロー像からの脱却を図った。同年1月にはバッチャン主演作『Deewaar』のリメイク映画『Thee』で主演を務めている。1982年には『Pokkiri Raja』『Moondru Mugam』『Thanikattu Raja』『Puthukavithai』『Enkeyo Ketta Kural』に出演し、『Moondru Mugam』では初めて一人三役を演じている。1983年までに、ラジニカーントは南インド映画を代表する人気俳優となった。この年に彼は『Andha Kanoon』でボリウッドデビューし、アミターブ・バッチャン、ヘマ・マリニと共演した。同作は1983年公開のインド映画で最も高い収益を上げた映画の一つとなった。1984年にはS・P・ムトゥラーマンの『Naan Mahaan Alla』に出演し、『Anbulla Rajinikanth』では初めてカメオ出演した。『John Jani Janardhan』では一人三役を演じ、『Nallavanukku Nallavan』ではフィルムフェア賞 タミル語映画部門主演男優賞を受賞している。1985年に通算100本目の出演作『Sri Raghavendrar』でラガヴェンドラ・ティルタ役を演じた。
ラジニカーントが出演したボリウッド映画の中で最も大きな成功を収めたのは、通算101本目の出演作『Bewafai』だった。同作では悪役を演じ、興行収入1億1950万ルピーを記録した。1980年代後半には『Naan Sigappu Manithan』『Padikkadavan』『Mr. Bharath』『Velaikkaran』『Guru Sishyan』『Dharmathin Thalaivan』などのヒット作に出演した。1988年にはドワイト・H・リトルの『インディアナ・アドベンチャー/ブラッドストーンの謎』でタクシードライバー役を演じ、ハリウッドデビューした。この他には『Rajadhi Raja』『Siva』『Raja Chinna Roja』『Mappillai』に出演した。『Raja Chinna Roja』は実写とアニメーションを融合した最初のインド映画である。

### 1990年 - 2001年

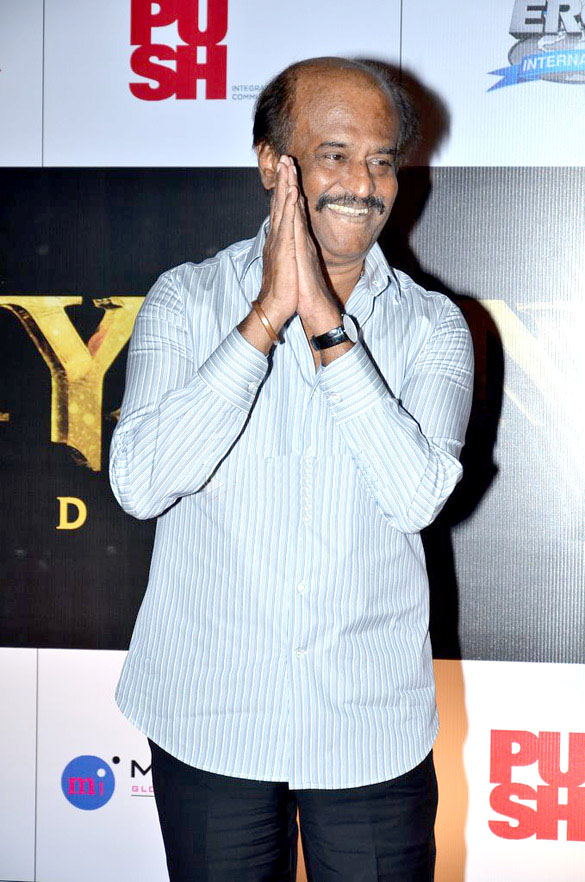
『Kochadaiiyaan』プレミア上映に出席するラジニカーント

1990年1月に『Panakkaran』（バッチャン主演作『Laawaris』のリメイク映画）に出演し、同作はブロックバスターを記録した。続けて出演した『Athisaya Piravi』（チランジーヴィ主演作『Yamudiki Mogudu』のリメイク映画）、『ダルマドゥライ 踊る!鋼の男』も興行的な成功を収めた。1991年には『タイガー・炎の3兄弟』でバッチャンと2度目の共演を果たし、同作への出演は『バーシャ! 踊る夕陽のビッグボス』を製作するきっかけを与えた。同年11月には『マハーバーラタ』を題材としたマニラトナムの『ダラパティ 踊るゴッドファーザー』で主演を務めた。同作ではマンムーティと共演してカルナとドゥルヨーダナに基づいたキャラクターを演じ、批評家から高い評価を得た。この時期にはヒンディー語映画、テルグ語映画のリメイク映画に多く出演し、1992年には『Annaamalai』（『Khudgarz』のリメイク映画）に出演した。同年1月に『Mannan』（ラージクマール主演作『Anuraga Aralithu』のリメイク映画）に出演し、興行的な成功を収めた。1993年の『Valli』では初めて脚本を手掛け、プロデューサーを兼務した他にカメオ出演している。同年には『ヤジャマン』では村長役を演じ、1994年に出演した『ヴィーラ 踊るONE MORE NIGHT!』は結末が賛否両論となったものの興行的な成功を収めた。
1995年にはスレーシュ・クリシュナの『バーシャ! 踊る夕陽のビッグボス』に出演し、同作の記録的ヒットと批評家からの絶賛によりラジニカーントは大衆にとってスター俳優から「半神」に近い崇拝の対象へと変わった。また、『Pedarayudu』（『Nattamai』のリメイク映画）では友人モーハン・バーブのためにリメイク権を取得するため協力し、同作にも友情出演している。同年8月には『Aatank Hi Aatank』でアーミル・カーンと共演した。同年10月にK・S・ラヴィクマールの『ムトゥ 踊るマハラジャ』（モーハンラール主演作『Thenmavin Kombath』のリメイク映画）で主演を務め、同作は日本で半世紀振りに公開されたインド映画となった。同作は日本で4億円の興行収入を記録し、ラジニカーントの大規模なファン層が形成された。この人気はニューズウィークでも取り上げられ、「ラジニカーントはレオナルド・ディカプリオに代わり、流行りの人気俳優となった」と報じている。2006年12月14日にインド首相マンモハン・シンは日本の国会で行った演説の中で、『ムトゥ 踊るマハラジャ』が日本人の間で人気を得ていることを引き合いに日印関係の良好さについて言及している。同年12月には『Bhagya Debata』でベンガル語映画デビューし、1997年には『アルナーチャラム 踊るスーパースター』で興行的な成功を収めた。1999年に『パダヤッパ いつでも俺はマジだぜ!!』でラムヤ・クリシュナ、サウンダリヤーと共演してブロックバスターを記録した。

### 2002年 - 2010年
2002年にスレーシュ・クリシュナの『Baba』に主演・プロデューサー・脚本として参加した。同作は街のギャングだった主人公が聖者マハー・アヴァター・ババジの生まれ変わりであることが判明し、腐敗した政治家と戦う物語となっている。しかし、大規模な宣伝が行われたにもかかわらず観客の反応は芳しくなく、配給業者は大きな損失を被ったため、ラジニカーントが損失分を弁償した。批評家からは「薔薇は盛りを過ぎた」「金はもう光らない」と批評された。労働者党の党首S・ラーマダスはラジニカーントが劇中でビディを吸っていた点について、「喫煙と飲酒を称賛することでタミル人の若者を台無しにした」と批判している。この結果、労働者党の支持者が上映館を襲撃した挙句、フィルムを奪い燃やす騒動が起きた。
2005年にP・ヴァースの『チャンドラムキ 踊る!アメリカ帰りのゴーストバスター』（モーハンラール主演『Manichitrathazhu』のリメイク映画）で主演を務めた。同作は興行的に大きな成功を収め、2007年にはタミル語映画最長上映記録を更新した。また、トルコ語吹替版とドイツ語吹替版が製作され、それぞれの国で公開された。同作の公開後、AVMプロダクションはシャンカルの次期監督映画にラジニカーントを起用した。この映画の製作には2年の歳月がかけられ、2007年に『ボス その男シヴァージ』として公開された。同作はイギリスと南アフリカ共和国で興行収入ランキングのトップ10入りを果たした最初のタミル語映画になった。また、同作は100カロール・クラブ入りを果たした最初のタミル語映画でもある。ラジニカーントは出演料として2億6000万ルピー（2019年換算で6億3000万ルピー/890万ドル相当）を受け取り、ジャッキー・チェンに次ぐアジア人で2番目に出演料が高額な俳優となった。同時期にラジニカーントの次女サウンダリヤー・ラジニカーントは、父を主演にしたCGアニメーション映画『Sultan: The Warrior』の製作を発表した。同作は2008年公開予定だったが、企画は開発地獄に陥り、その後製作状況が報じられることがなくなった。
2008年にP・ヴァースの『Kuselan』に出演した。同作ではタミル語映画のスター俳優役を演じており、キャラクターは彼の半生に基づいて描写されている。しかし、同作は興行的に失敗し、配給業者は大きな損失を出した。ラジニカーントは損失を補うため、『Kuselan』の配給会社ピラミッド・サイミラと再び協力すると明言した。彼は『ロボット』で再びシャンカル監督映画の主演を務めた。同作は2010年に公開され、当時最も製作費が高額なインド映画となり、当時のインド映画歴代興行成績第2位となった。ラジニカーントは出演料として4億5000万ルピー（2019年換算で8億1000万ルピー/1100万ドル相当）を受け取っている。『ロボット』の興行的成功により、インド経営大学院アーメダバード校は映画ビジネスの現代映画産業研究コースで『ロボット』を『ムトゥ 踊るマハラジャ』と共にケーススタディーとして活用している。

### 2011年以降
2011年1月、K・S・ラヴィクマールが監督、サウンダリヤー・ラジニカーントがプロデューサーを務める『Rana』に出演することが発表された。ラジニカーントは撮影中の4月29日に嘔吐や脱水症状を含む軽度の食中毒を起こし、セント・イザベル病院に搬送され治療を受けた。翌日に退院したものの、5日後には呼吸困難と発熱のため再入院している。ラジニカーントは気管支炎と診断されたため1週間入院することになり、そのうち数日間は集中治療室で治療を受けた。この間、ラジニカーントの容態悪化説や退院日を巡る憶測が報じられた。さらに退院の2日後には呼吸器と胃腸に不調をきたしたため、5月16日にシュリ・ラーマナンドラ医科大学に入院した。医科大学はラジニカーントの容態は安定しており、治療は良好な結果を出していると声明を発表した。報道ではラジニカーントは腎臓移植したとされたが、彼の長女アイシュワリヤー・ラジニカーントの夫だったダヌシュは報道を否定している。5月21日にアイシュワリヤー・ラジニカーントは父とのツーショット写真を公表し、父の健在をアピールした。同時期に医科大学は許可を得ていない者の病院への来院を制限している。ラジニカーントの兄サティヤナーラーヤナ・ラーオ・ガエクワードは、弟の病気は急激な減量と食事の変化によるストレス、アルコール離脱症候群、禁煙が原因だと主張した。ラジニカーントはファンに向けた4分間の音声メッセージを公表した後、アミターブ・バッチャンからの助言を受けて家族と共にシンガポールのマウントエリザベス病院に向かい腎臓の治療を受けた。彼は2週間以上入院した後、6月15日に退院してシンガポールで療養し、7月13日にチェンナイに帰郷した。
ラジニカーントの帰郷後に『Rana』の製作は中止されたものの、同年10月には『ラ・ワン』でシャー・ルク・カーン、カリーナ・カプールと共演し、『ロボット』で演じたチッティ役を再び演じた。同年11月に『Kochadaiiyaan』への出演が発表され、2014年に公開された同作はインド初のモーションキャプチャ・アニメーション映画として好意的な評価を得た。ラジニカーントは『Kochadaiiyaan』と3D版『ボス その男シヴァージ』の公開により、4形式の映画（白黒映画、カラー映画、3D映画、モーションキャプチャ映画）に出演した最初のインド俳優となった。『Kochadaiiyaan』に続き、ラジニカーントはK・S・ラヴィクマールの『Lingaa リンガー』でアヌシュカ・シェッティ、ソーナークシー・シンハーと共演した。同作はラジニカーントの誕生日である2014年12月12日に公開され、混合的な評価を受けた。2016年7月にはパ・ランジットの『帝王カバーリ』に出演した。同年8月にダヌーシュがプロデュースする『カーラ 黒い砦の闘い』で主演を務めることが発表され、ダラビの再開発に対抗するギャング役を演じることになった。同作は2018年6月に公開され、同年11月には『ロボット2.0』でアクシャイ・クマール、エイミー・ジャクソンと共演した。同作は『ロボット』の精神的続編であり、公開時点で最も製作費が高額なインド映画となった。2019年にカールティク・スッバラージの『ペーッタ』に出演し、ラジニカーントは従来のステレオタイプな演技スタイルに回帰したことで批評家から高い評価を得た。トレード・アナリストによると、2019年1月時点で『カーラ 黒い砦の闘い』『ロボット2.0』『ペーッタ』の合計収益は100億ルピーを超えると分析している。2020年にはA・R・ムルガダースの『ダルバール 復讐人』に出演している。

## フィルモグラフィー

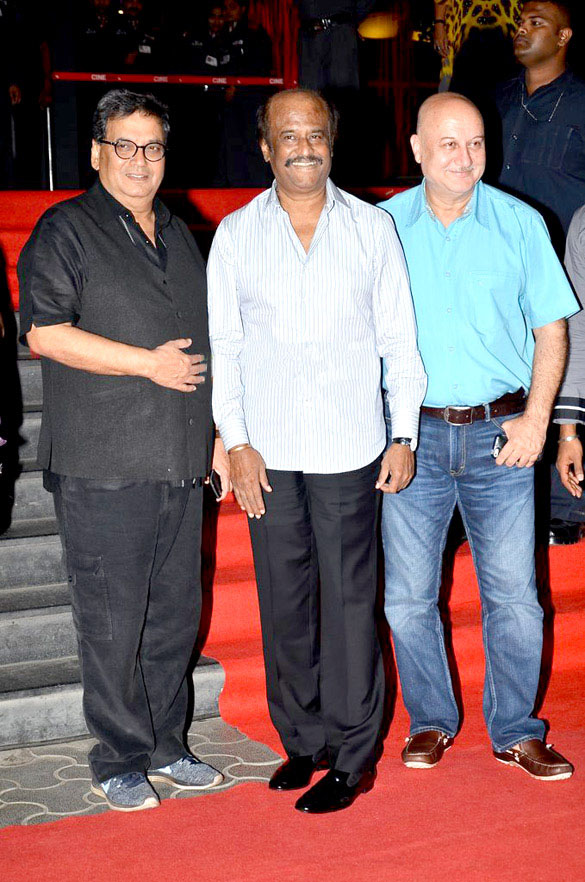
『Kochadaiiyaan』プレミア上映に出席するスバーシュ・ガイ、ラジニカーント、アヌパム・カー

- 世にも奇妙なラーガ（英語版）（1975年）
- インディアナ・アドベンチャー/ブラッドストーンの謎（英語版）（1988年）
- ドタバタ・ツインズ（英語版）（1989年）
- ダルマドゥライ 踊る!鋼の男（1991年）
- タイガー・炎の3兄弟（1991年）
- ダラパティ 踊るゴッドファーザー（1991年）
- ヤジャマン（1993年）
- ヴィーラ 踊るONE MORE NIGHT!（1994年）
- バーシャ! 踊る夕陽のビッグボス（1995年）
- ムトゥ 踊るマハラジャ（1995年）
- アルナーチャラム 踊るスーパースター（1997年）
- パダヤッパ いつでも俺はマジだぜ!!（英語版）（1999年）
- チャンドラムキ 踊る!アメリカ帰りのゴーストバスター（2005年）
- ボス その男シヴァージ（2007年）
- ロボット（2010年）
- ラ・ワン（英語版）（2011年）
- Lingaa リンガー（2014年）
- 帝王カバーリ（2016年）
- カーラ 黒い砦の闘い（英語版）（2018年）
- ロボット2.0（2018年）
- ペーッタ（英語版）（2019年）
- ダルバール 復讐人（英語版）（2020年）
- ジェイラー（英語版）（2023年）
- 銃弾と正義（英語版）（2024年）

## 俳優以外の活動

### 政治

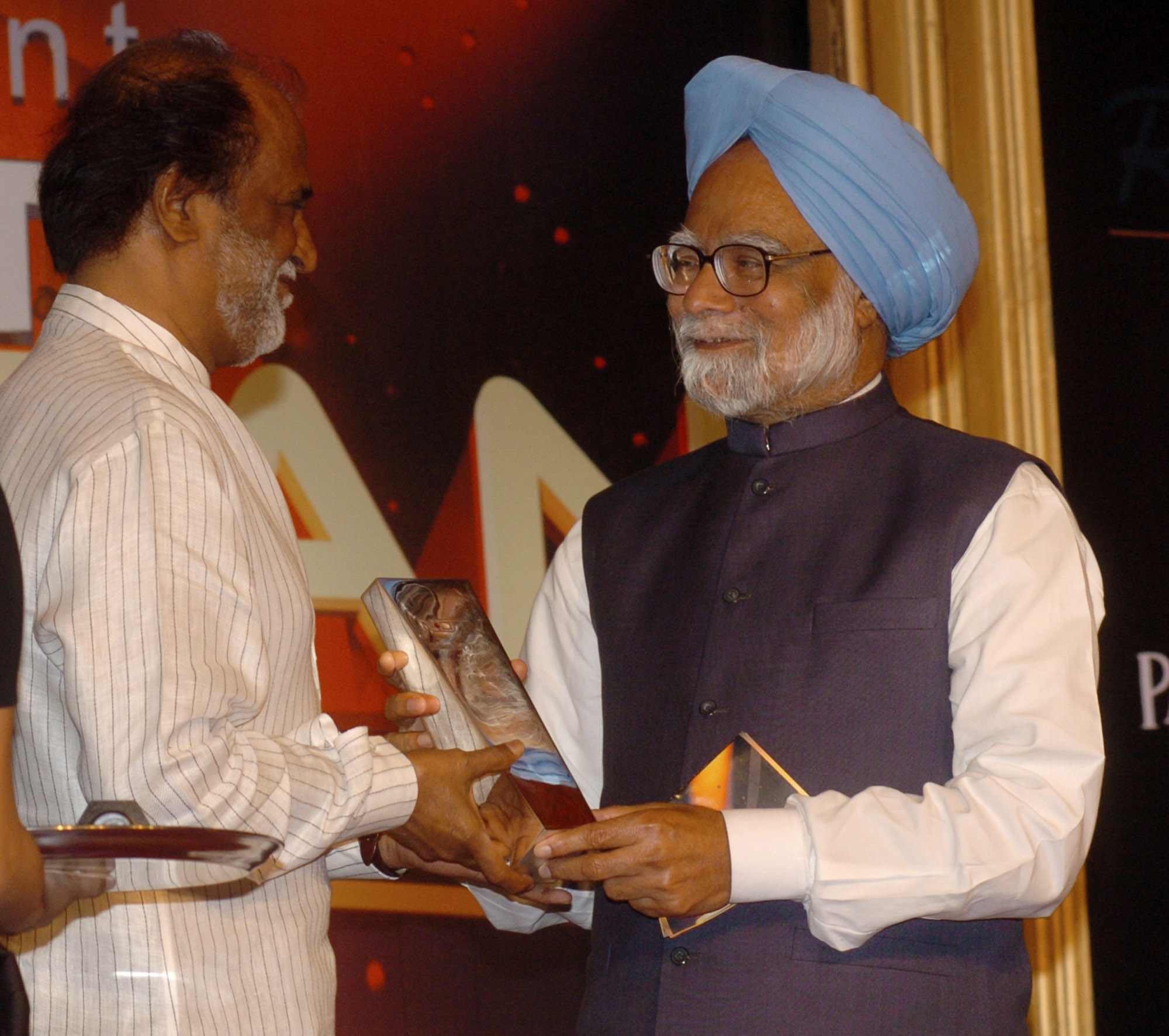
ラジニカーントとマンモハン・シン

ラジニカーントが政治に関心を抱いたのは、タミル・ナードゥ州の政界に大きな影響力を持っていた州首相のJ・ジャヤラリターへの反感があったためとされている。1992年、ラジニカーントは帰宅途中に警官に車を止められ「ジャヤラリターの車列が通過するまで30分間は通れない」と説明され、「ジャヤラリターが来るまでの間は道路を封鎖しないで欲しい」と懇願したが聞き入れられなかった。反発した彼は車を降りて街路灯に寄りかかりタバコを吸い始め、すぐに周囲に群衆が集まり車列が通過できなくなった。ラジニカーントは立ち退くように求める警官に対して、「サー、私は彼女が通り過ぎるのを待っている。私は構わない」と返答したという。
1996年、ラジニカーントは近所で頻発する交通渋滞とジャヤラリターの養子の盛大な結婚式に嫌気が差し、彼女が率いる全インド・アンナー・ドラーヴィダ進歩党（AIADMK）と対立するドラーヴィダ進歩党（DMK）とタミル州国民会議（TMC)の政党連合を公然と支持するようになった。彼は「ジャヤラリターが権力を回復すれば、神であってもタミル・ナードゥ州を救えない」と発言して、州民と自分のファンに対して政党連合に投票するように呼びかけた。政党連合は1996年の州議会選挙で勝利し、彼は1996年インド総選挙でも政党連合への支持を表明している。2004年にはインド人民党に投票する意思を表明したが、同年に実施される2004年インド総選挙では自分が前面に出て支援しないことを明言している。同年の選挙ではインド人民党はタミル・ナードゥ州でのローク・サバーの議席を獲得することはできなかった。2016年にジャヤラリターが州首相在任中に病死し、複数の政治アナリストは彼女の死をきっかけにラジニカーントが政界進出する可能性について指摘している。
2017年12月31日にラジニカーントは政界進出の意思と新党結成を表明し、2021年に実施されるタミル・ナードゥ州議会選挙に全234選挙区から候補者を出馬させることを発表した。彼は政権を獲得した場合、3年以内に公約が実現できなかった時は議員辞職すると表明している。複数の政治アナリストはラジニカーントについて「チャンスを逃した」と語っており、全盛期の1996年とは異なり、2019年時点で彼が政治に及ぼす影響力は限定的だと分析している。ラジニカーントは結成する新党について「腐敗の温床となる不要な党ポストの廃止」や「党と政府を率いる人物は別々であるべき」と提唱したが賛同を得られず、2020年3月時点で新党結成は実現していない。また、「年を取り過ぎている」として州首相の地位を望んでいない旨を語っている。
2020年12月3日、ラジニカーントはTwitterで同月31日に新政党ラジニ・マッカル・マンドラム党の結党宣言を行うことを発表した。彼は党の地区幹部たちと会談を行い結党に向けた動きを進めたものの、同月29日に結党を断念することを発表し、「私は政界に進むことなく人々のために奉仕し、不正なことが起これば人々のために立ち上がるだろう」とコメントし、今後政界進出を目指さない考えを示した。政界進出を諦めた背景には健康問題があると考えられており、これに対して一部のファンがラジニカーントの自宅前に集まり政界進出を求める抗議活動を行う騒ぎが起きた。2021年7月12日にはラジニ・マッカル・マンドラム党の解散を宣言し、改めて政界進出する考えがないことを表明した。

### 社会問題

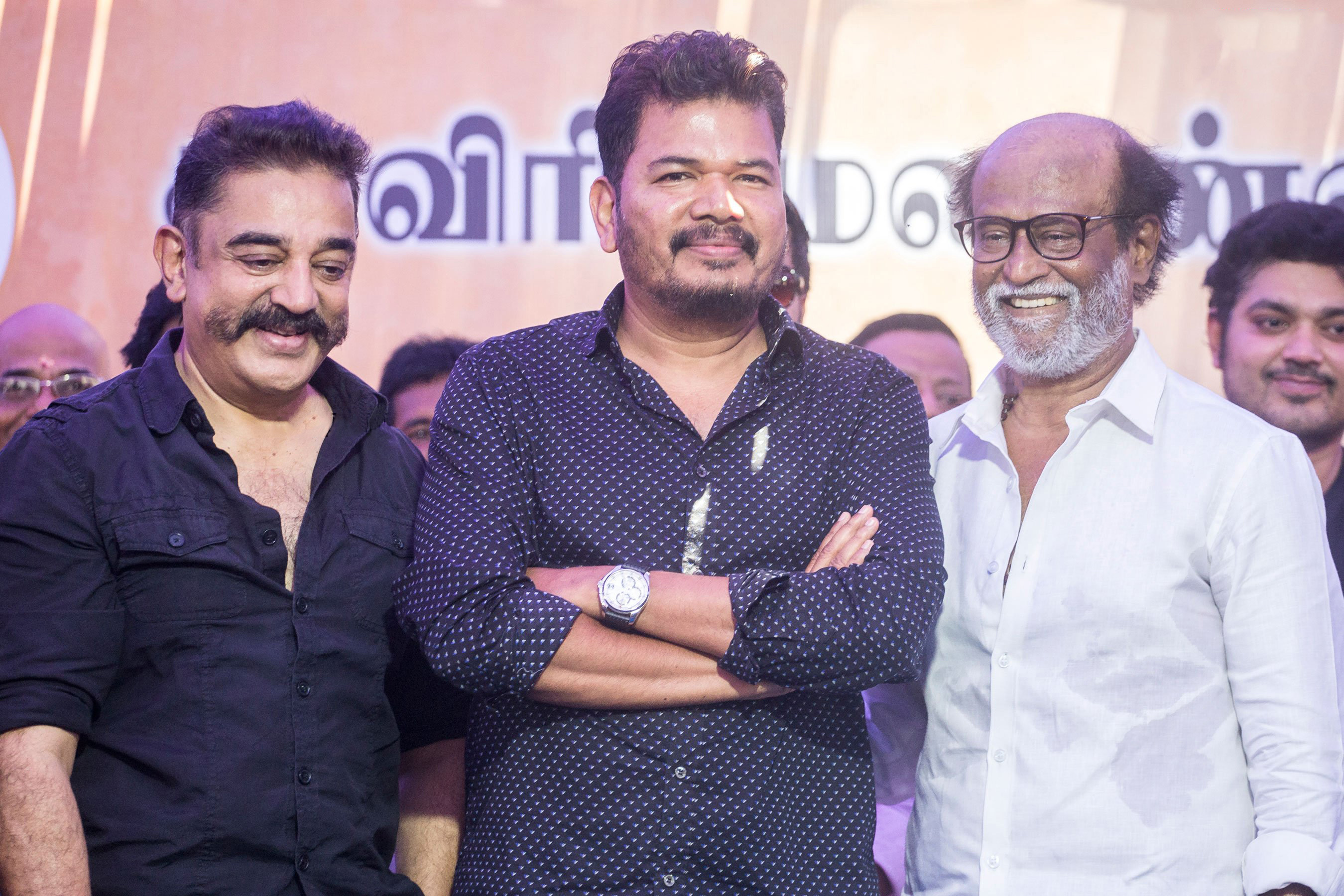
ナディガル・サンガム主催のカーヴィリ川共有問題への抗議運動に参加するカマル・ハーサン、シャンカール、ラジニカーント

2002年にカルナータカ州政府がタミル・ナードゥ州へのカーヴィリ川の水の放出を止めたことに抗議するため1日間のハンガーストライキを行い、インドの河川を連結する計画に1000万ルピー寄付した。ラジニカーントはインド首相アタル・ビハーリー・ヴァージペーイーや専門家と面会して計画への支持を表明した。彼は同じく抗議運動を行っていたナディガル・サンガムとは独立した行動をとっており、バーラティラージャから「映画業界を分断する行為であり、カルナータカ州政府と暗黙の了解を得ていた裏切り者」と糾弾された。
2008年にはホゲネカル滝水紛争に関するカルナータカ州政府の対応に抗議するため、ナディガル・サンガムが主導したハンガーストライキに参加して州政府を批判するスピーチを行った。このため、カルナータカ州でラジニカーント主演作『Kuselan』の上映が禁止される事態に発展した。この対立はラジニカーントがTV9カンナダに出演して謝罪することで和解し、上映禁止が解除された。彼は上映を許可したカルナータカ州政府に対して感謝のコメントを発表したが、これによりナディガル・サンガム会員のR・サラトクマール、サティヤラージ、ラーダー・ラヴィから「謝罪はタミル人の恥辱であり、カンナダ人の心に何一つ響くものではなかった」と糾弾された。2010年には政治の映画業界への過剰介入を批判したアジット・クマールに賛同の意思を示したため、論争を巻き起こした。2018年に発生したトゥーットゥックディ発砲事件ではデモ隊に発砲した警察官を擁護する発言をしたため批判を浴びた。

### フィランソロピー
『Rajinikanth: The Definitive Biography』の著者ナーマン・ラーマチャンドランによると、ラジニカーントは自分が行った慈善活動を非公表にすることを希望したため、彼の活動内容の多くは不明となっている。公表されている事例として、1980年代にタミル・ナードゥ州で迷信によって献眼者が不当な扱いを受けた際にテレビや演説を通じて角膜移植キャンペーンを取り上げたことが挙げられる。2011年にはアンナ・ハザレの腐敗撲滅運動への支持を表明し、運動の参加者のために彼が主有している結婚式場を無料で提供した。ラジニカーントのファン協会は定期的に献血・献眼キャンペーンを実施し、彼の誕生日には食料配布も行っている。

## 評価

### 演技

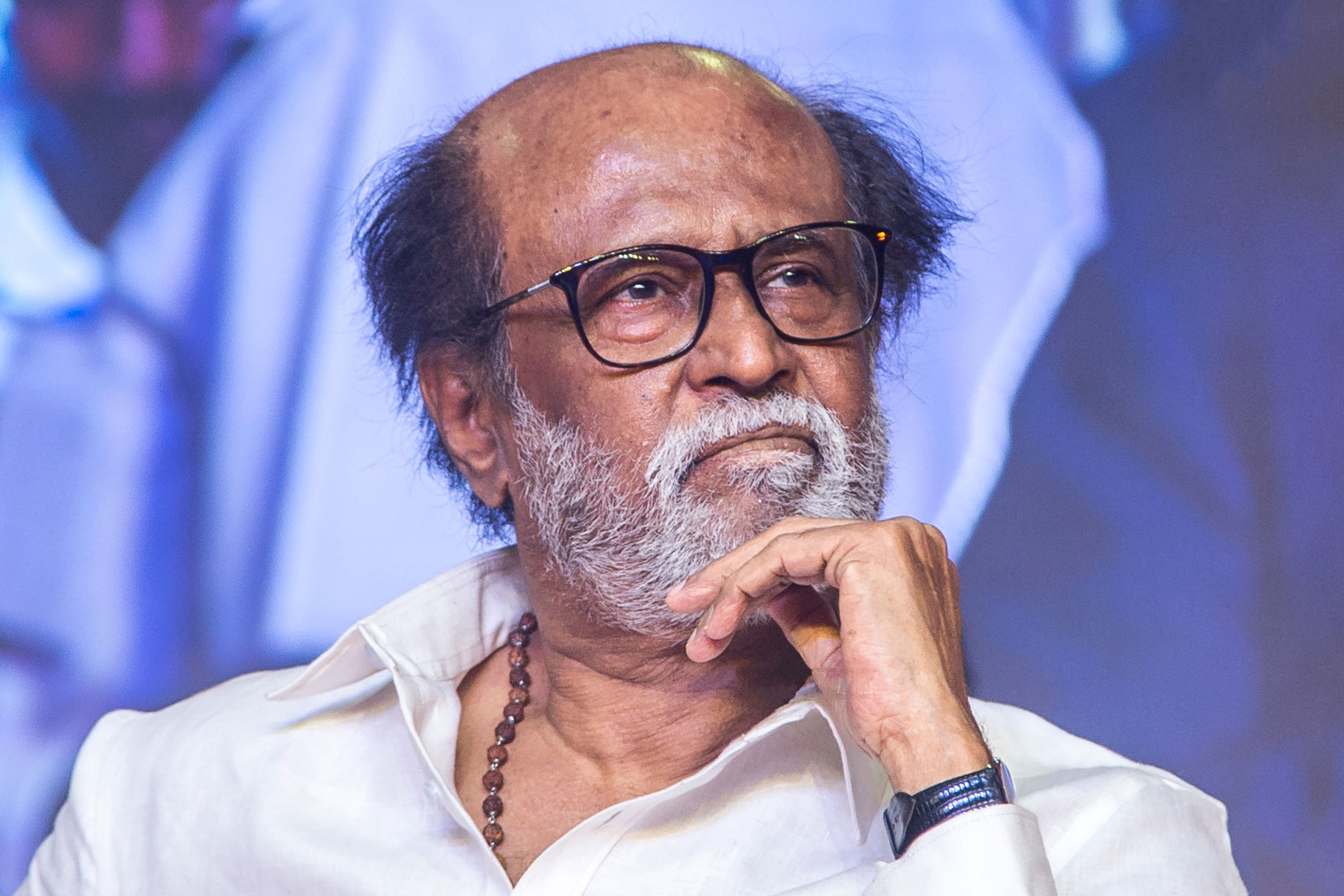
ラジニカーント

ラジニカーントはインド映画史上最も偉大で人気のある俳優の一人として認識されており、同時に南インドで最も人気のある俳優とされている。彼の人気の理由として「独自の対話スタイルと映画における個性、政治的声明と慈善活動」が挙げられている。多くの人々は人気の最大の理由は、重力を感じさせないスタントとカリスマ的な表現に支えられた力強いスーパーヒーロー像にあると考えている。大半の主演作には無比のスタイルで提供されるパンチラインが存在し、これらのパンチラインにはメッセージや悪役への警告の意味が込められている。一連の対話は新たな対話シーンに移るため、またはコミカルな演出として登場するが、エンターテインメントの感覚を失うことなく観客に提供される。複数のメディアはガウタミーやナヤンターラがキャリアの初期にラジニカーントと共演して人気女優になったことで、他の新人俳優が彼と共演することを熱望するようになったと指摘している。
ラジニカーントはタミル語映画で最も収入が多い俳優であり、同時にインドで最も収入の多いエンターテイナーの一人でもある。また、彼は後期中等教育中央審議会のシラバスで取り上げられた唯一のインド俳優でもある（授業項目名「バスの車掌からスーパースターへ」）。2014年に初めてTwitterアカウントを取得した際には24時間以内に21万人のフォロワーを獲得した。エコノミック・タイムズによると、これは2014年当時のフォロワー数世界トップ10の人数だった。2015年には第71回ヴェネツィア国際映画祭で彼のファンダム『For the Love of a Man』が上映された。

### 資産問題
ラジニカーントは1年間の収益をそれぞれ611万ルピー（2002年-2003年）、1700万ルピー（2003年-2004年）、339万ルピー（2004年-2005年）と申告していた。しかし、国税庁は申告内容を不審に感じ、2005年にラジニカーントの自宅を家宅捜索した。また、調査の中でラジニカーントが金融業を行っている疑惑が浮上し、彼は当初疑惑を否定したものの、最終的には利率18%で金融業を行っていることを認めた。後にラジニカーントは修正申告書を提出し、当初提出していた申告書の内容よりも多くの収入を得ていたことを認めた。国税庁はラジニカーントの過少申告に対して、660万ルピーの罰金を科している。ラジニカーントと弁護士は国税庁の決定に抗議し、2020年1月に罰金の支払いは撤回された。また、ラジニカーントが金融業に関わっていたことが判明すると、タミル・ナードゥ州の高金利ローン問題に関連して批判を浴びた。

## 人物

### 女性関係
バスの車掌として働いていた時にニルマラという医学生と出会い、交際を始めた。ラジニカーントの出演した舞台演劇を観た彼女は演技を学ぶことを勧め、彼に知らせずにMGR公立映画テレビ訓練学院に入学申請書を送っている。ラジニカーントは映画学校に入学して俳優の道に進んだが、ニルマラとの関係はそこで終わってしまったという。

### 家族
ラジニカーントはエティラージ女子大学の学生だったラター・ランガチャーリーと出会い、1981年2月26日にティルパティで結婚式を挙げた。夫妻の間には娘が2人（アイシュワリヤー、サウンダリヤー）いる。
アイシュワリヤーは2004年11月18日に俳優のダヌシュと結婚し、息子を2人もうけたが、2024年に離婚している。サウンダリヤーはタミル語映画で監督、プロデューサー、グラフィックデザイナーとして活動している。彼女は2010年9月3日にアシュウィン・ラームクマールと結婚して息子を1人もうけた。しかし、2016年9月に離婚申請中であることが報じられ、2017年7月に離婚が成立した。後に俳優・実業家のヴィシャガン・ヴァナンガムディと再婚し、2019年2月11日に結婚式を挙げている。

### 信仰
ヒンドゥー教、心霊主義を信仰しており、スピリチュアリティを強く信じている。また、ヨーガと瞑想の実践家でもある。ラジニカーントは主演作の公開前にはヒンドゥー教の著名な寺院を参詣しており、『ボス その男シヴァージ』の際にはヴェンカテーシュワラ寺院、『Kuselan』公開前にはプラシャーンティ・ニラヤムを参詣した。また、時折ヒマラヤ山脈に巡礼に行くことがある。
ラジニカーントは好きな精神的指導者としてラーマクリシュナ、サッチダーナンダ・サラスワティ、ラガヴェンドラ・ティルタ、マハー・アヴァター・ババジ、ラマナ・マハルシの名前を挙げている。また、彼はサッチダーナンダ・サラスワティを信仰しており、定期的に寺院を参詣している。

## 受賞歴

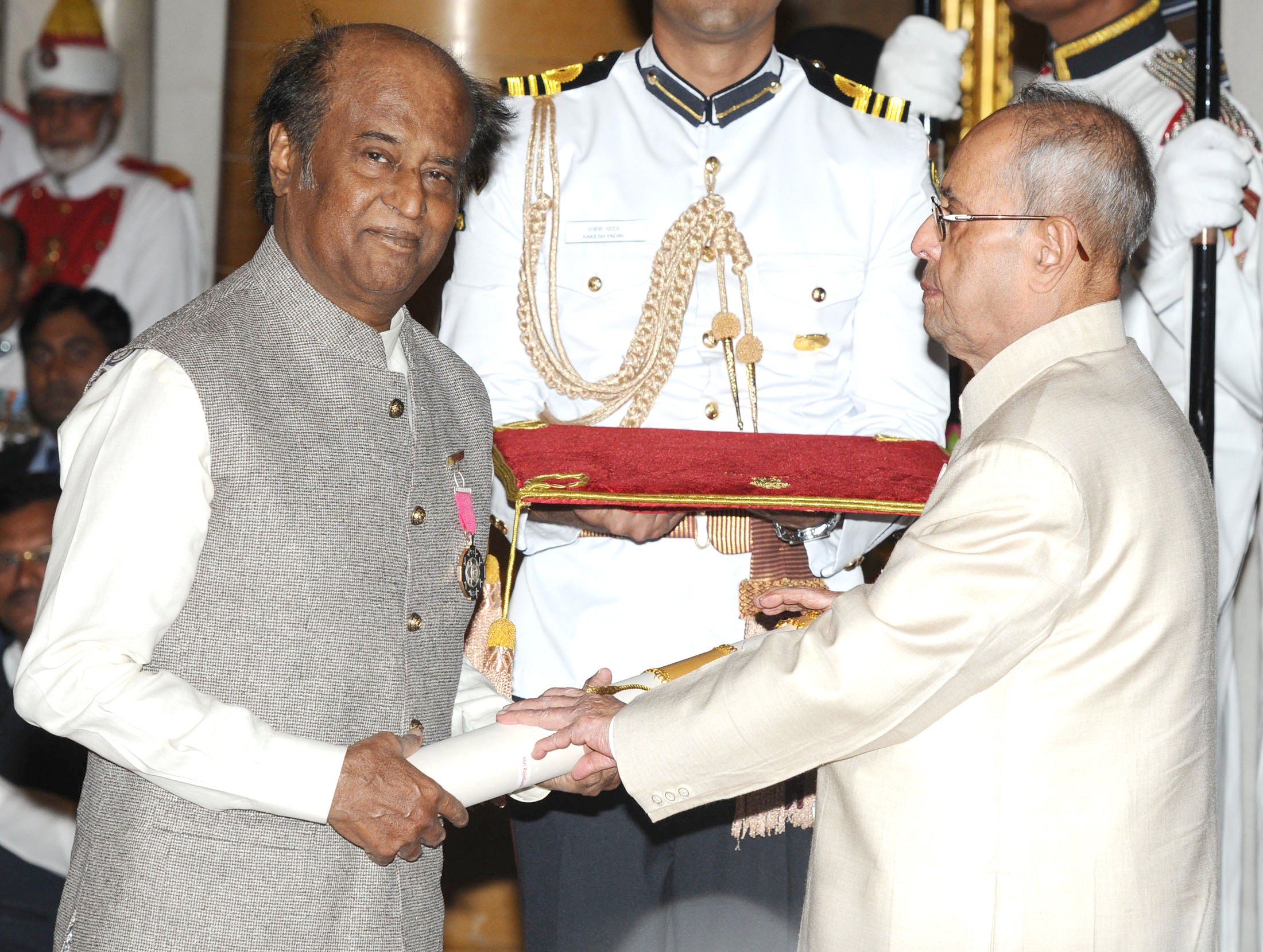
パドマ・ヴィブーシャン勲章を授与されるラジニカーント

1984年に『Nallavanukku Nallavan』で初めてフィルムフェア賞 タミル語映画部門主演男優賞を受賞し、『ボス その男シヴァージ』『ロボット』では同賞にノミネートされた。2014年時点でラジニカーントはタミル・ナードゥ州映画賞で6つの賞を受賞している。また、演技及び脚本執筆の功績によりシネマ・エクスプレス賞と映画ファン協会から多数の映画賞を受賞している。
彼はタミル・ナードゥ州政府から1984年にカライマーマニ賞、1989年にMGR賞を受賞している。1995年にはナディガル・サンガムからカライチェルヴァム賞を受賞している。インド政府からはパドマ・ブーシャン勲章（2000年）、パドマ・ヴィブーシャン勲章（2016年）を授与された。2007年にニューデリー・テレビジョンのインディアン・エンターテイナー・オブ・ザ・イヤーに選ばれ、マハーラーシュトラ州政府からラージ・カプール生涯功労賞を授与されている。2009年には第4回ヴィジャイ・アワードでシュヴァリエ・シヴァージ・ガネーサン賞を受賞し、アジアウィークの「南アジアで最も影響力のある人物」の一人に選ばれた。2010年にフォーブス・インディアの「最も影響力のあるインド人」に選ばれ、ニューデリー・テレビジョンのエンターテイナー・オブ・ザ・ディケイド・アワードを受賞した。2013年12月にニューデリー・テレビジョンの「世界の生きる偉大な伝説25人」の一人に選ばれ、2014年には第45回インド国際映画祭でインディアン・フィルム・パーソナリティ・オブ・ザ・イヤー、2019年には第50回インド国際映画祭でゴールデン・ジュビリー・アイコン賞を受賞した。2021年にはインド映画界の最高賞であるダーダーサーヘブ・パールケー賞受賞している。